# Amtsgericht Kappeln
Das Amtsgericht Kappeln war bis zum 31. März 2007 ein Gericht der ordentlichen Gerichtsbarkeit und eines von bis dahin fünf Amtsgerichten (AG) im Bezirk des Landgerichtes Flensburg.

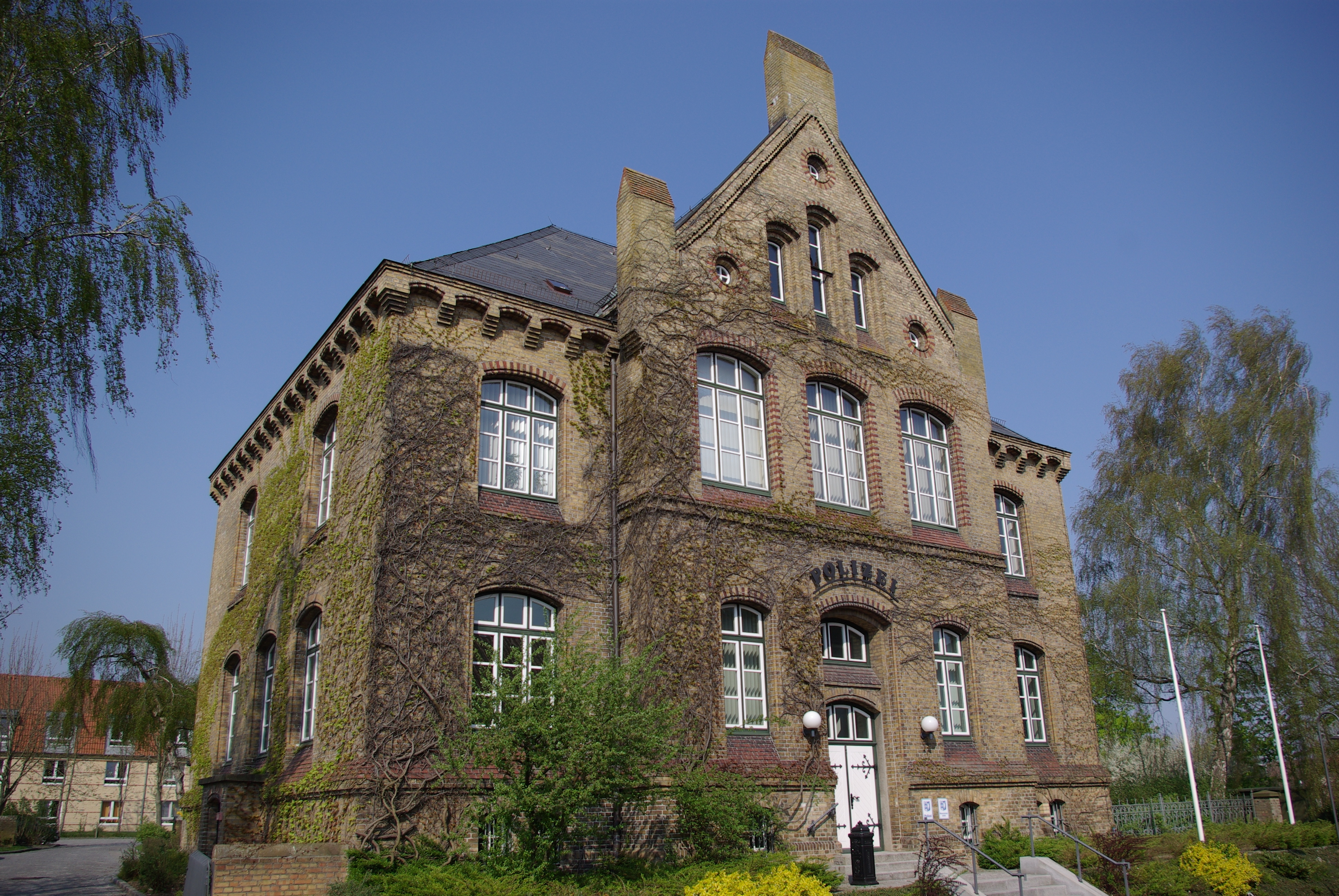
Gebäude des ehemaligen Amtsgerichtes Kappeln

## Gerichtssitz und -bezirk
Sitz des Gerichts war Kappeln an der Schlei. Im ehemaligen Amtsgerichtsbezirk des AG Kappeln leben ca. 35.000 Einwohner und es waren dort etwa 20 Rechtsanwälte und Rechtsanwältinnen zugelassen, von denen etwa die Hälfte auch Notare oder Notarinnen sind.

## Personal und Zuständigkeit

### Personal
Das AG Kappeln war mit drei Richterstellen und 25 Mitarbeitern das kleinste Amtsgericht im Landgerichtsbezirk des Landgerichtes Flensburg und eines der kleinsten Amtsgerichte im Land Schleswig-Holstein.

### Zuständigkeit
Das Amtsgericht Kappeln war zuständig für Zivil-, Familien-, Straf-, Grundbuch-, Betreuungs-, Nachlass- und Vollstreckungsangelegenheiten. Es wurden auch vermögensrechtliche Streitigkeiten bis zu einem Wert von 5000 €, Mietsachen sowie Straf- und Familiensachen verhandelt.
Für Registersachen war zuletzt auch für den Amtsgerichtsbezirk Kappeln das AG Flensburg und für die Erstellung von Mahnbescheiden im automatisierten Verfahren das AG Schleswig zuständig.

## Gebäude
Das Gerichtsgebäude des ehemaligen Amtsgerichtes befindet sich in der Gerichtsstraße 1, 24376 Kappeln. Das Gebäude steht unter Denkmalschutz.

## Übergeordnete Gerichte
Dem AG Kappeln unmittelbar übergeordnet war das Landgericht in Flensburg. Diesem wiederum übergeordnet war und ist das Schleswig-Holsteinische Oberlandesgericht in Schleswig.

## Geschichte
Aufgrund eines königlich-dänischen Privilegs vom 3. März 1846 hatte Kappeln die uneingeschränkte Fleckengerechtigkeit erhalten. Dem vom König ernannten Fleckensvogt oblag hierbei einerseits die gesamte Verwaltung, andererseits war er erstinstanzlicher Richter in allen Gerichtssachen seines Bezirkes, weshalb sein Amt die „große juristische Staatsexamen“ voraussetzte. Kappeln wurde damit Gerichtsort. Mit dem Deutsch-Dänischen Krieg von 1864 geriet Kappeln unter preußische Verwaltung, mit Gesetz vom 24. Dezember 1866 wurde nach dem preußisch-österreichischen Krieg von 1866 das gesamte Gebiet Schleswig-Holsteins mit dem preußischen Staat vereint. Der letzte Fleckensvogt Kappelns Hugo Emil von Buchwald (* 27. November 1810 in Schleswig) blieb auch nach dem Ende der dänischen Herrschaft in seinem Amt und bekam den Auftrag das preußische Gerichtssystem zum 1. September 1867 auch in Kappeln einzuführen. Da das Gebiet des Fleckens Kappeln zu zwei Landkreisen gehörte – zum Kreis Flensburg einerseits und zum Kreis Schleswig andererseits – wurden in Kappeln hierbei zunächst zwei Amtsgerichte eingerichtet. Richter des Amtsgerichtes Kappeln-Schleswig wurde der vormalige Pellwormer Landschreiber Chemnitz, Richter des Amtsgerichts Kappeln-Flensburg ein Herr von Buchwald. Beide Gerichte tagten im Rathaus von Kappeln. Übergeordnet war das Kreisgericht Flensburg. In der Folge des Erlasses des Gerichtsverfassungsgesetzes vom 27. Januar 1877 und der damit einhergehenden Vereinheitlichung des Gerichtswesens im Deutschen Reich wurden die beiden Amtsgerichte zu einem vereinigt.
Am 1. November 1884 bezog dieses Amtsgericht- und Gefängnisgebäude das neu errichtete und bis zuletzt vom AG Kappeln genutzte Gerichtsgebäude. Im Rahmen der Reform der Amtsgerichtsstruktur in Schleswig-Holstein wurde das AG Kappeln zum 31. März 2007 aufgelöst, da es zu klein war. Teile des vorherigen Amtsgerichtsbezirks Kappeln wurden dem Amtsgericht Eckernförde und damit dem Landgerichtsbezirk Kiel zugeschlagen, der Rest zu den Amtsgerichtsbezirken Schleswig und Flensburg.
Die Grenze zwischen den dem AG Eckernförde zugeteilten Teilen des Amtsgerichtsbezirkes Kappeln wurde die Schlei. Zum AG Schleswig kamen die zum Kreis Schleswig-Flensburg gehörenden Städte Kappeln und Arnis; zum AG Flensburg wegen der Verkehrsanbindung die Gebiete der Ämter Gelting und Steinbergkirche. Wegen Einzelheiten der Reform sei auf das entsprechende Reformkonzept des Justizministeriums und die Niederschrift der Sitzung des Rechtsausschusses des Landtages vom 7. Dezember 2005 verwiesen.